# Unione Sportiva Città di Palermo 1998-1999
Questa voce raccoglie le informazioni riguardanti l'Unione Sportiva Città di Palermo nelle competizioni ufficiali della stagione 1998-1999.

## Stagione
Nella stagione 1998-1999 il Palermo disputa un campionato di vertice in Serie C1, ma i rosanero falliscono la promozione in Serie B ai play-off, venendo sconfitti nelle semifinali dal Savoia (futuro neopromosso), (1-0) sia nella gara di andata giocata in campo neutro allo Stadio San Paolo, sia nella gara di ritorno giocata in casa alla Favorita (in questa perlopiù con 3 espulsioni). L'annata regolare si è conclusa con il secondo posto, a due punti dalla capolista Fermana, piazzamento che tuttavia permesso al Palermo di qualificarsi all'edizione successiva della Coppa Italia maggiore, da cui mancava da un anno. Per un certo periodo del girone B del campionato, i rosanero hanno conteso il primo posto per la promozione diretta alla Juve Stabia, stando per sei mesi in testa al torneo: la Fermana ha raggiunto la vetta solitaria in classifica perché ha approfittato dei passi falsi di entrambe le compagini nelle ultime partite. Decisiva è risultata anche la sconfitta del Palermo subita in trasferta contro il Giulianova (3-2), anch'essa qualificata ai play-off, alla penultima giornata.
Il 15 novembre 1998, in occasione della gara di C1 vinta (2-1) in casa contro l'Ancona, il Palermo è tornato a disputare i suoi incontri casalinghi allo Stadio La Favorita, mentre le prime quattro partite interne le ha disputate al Velodromo Paolo Borsellino.
In Nocerina-Palermo (3-1) della 18ª giornata di campionato, disputata il 10 gennaio 1999, il club ha subito 4 espulsioni: quelle di Sicignano, di Picconi, di Biffi e di Antonaccio.
Nella Coppa Italia di Serie C il Palermo esce nella fase a gironi, complessivamente dopo due pareggi, una vittoria e una sconfitta che la fanno classificare terza nel proprio girone (girone R), vinto dal Catania.

## Divise e sponsor
La maglia era rosanero.

## Organigramma societario[4]
- Presidente: Giovanni Ferrara
- Team manager: Antonio Schio
- Addetto stampa: Franco Scaturro
- Segretario: Salvatore Francoforte
- Allenatore: Massimo Morgia

## Rosa
| N. |                     | Ruolo | Calciatore             |
| -- | ------------------- | ----- | ---------------------- |
|    | Italia (bandiera)   | P     | Sebastiano Luca Aprile |
|    | Italia (bandiera)   | P     | Paolo Cavalieri        |
|    | Italia (bandiera)   | P     | Vincenzo Sicignano     |
|    | Germania (bandiera) | D     | Giuseppe Antonaccio    |
|    | Italia (bandiera)   | D     | Roberto Biffi          |
|    | Italia (bandiera)   | D     | Claudio Finetti        |
|    | Italia (bandiera)   | D     | Giuseppe Gioeli        |
|    | Italia (bandiera)   | D     | Giovanni Ignoffo       |
|    | Italia (bandiera)   | D     | Vito Incrivaglia       |
|    | Italia (bandiera)   | D     | Andrea Lisuzzo         |
|    | Italia (bandiera)   | D     | Fabio Paratici         |
|    | Italia (bandiera)   | D     | Armando Perna          |
|    | Italia (bandiera)   | D     | Francesco Tondo        |
|    | Italia (bandiera)   | C     | Michele Adelfio        |
|    | Italia (bandiera)   | C     | Luigi Bugiardini       |
|    | Italia (bandiera)   | C     | Carlo Cacicia          |
|    | Italia (bandiera)   | C     | Giuseppe Compagno      |

| N. |                   | Ruolo | Calciatore            |
| -- | ----------------- | ----- | --------------------- |
|    | Italia (bandiera) | C     | Girolamo D'Alessandro |
|    | Italia (bandiera) | C     | Fabio Marino          |
|    | Italia (bandiera) | C     | Mauro Picconi         |
|    | Italia (bandiera) | C     | Gaspare Saladino      |
|    | Italia (bandiera) | C     | Salvatore Vicari      |
|    | Italia (bandiera) | A     | Fabio Algeri          |
|    | Italia (bandiera) | A     | Andrea D'Amblè        |
|    | Italia (bandiera) | A     | Francesco Erbini      |
|    | Italia (bandiera) | A     | Angelo Fumarola       |
|    | Italia (bandiera) | A     | Gaetano Mancino       |
|    | Italia (bandiera) | A     | Errico Marcucci       |
|    | Italia (bandiera) | A     | Armando Crisà         |
|    | Italia (bandiera) | A     | Luca Puccinelli       |
|    | Italia (bandiera) | A     | Lorenzo Scarafoni     |
|    | Italia (bandiera) | A     | Giovanni Sorce        |
|    | Italia (bandiera) | A     | Gianluca Triuzzi      |

## Calciomercato

### Sessione autunnale
| Acquisti | Acquisti        | Acquisti | Acquisti |
| R.       | Nome            | da       | Modalità |
| -------- | --------------- | -------- | -------- |
| A        | Luca Puccinelli | Siena    |          |

| Cessioni | Cessioni | Cessioni | Cessioni |
| R.       | Nome     | a        | Modalità |
| -------- | -------- | -------- | -------- |

### Sessione invernale
| Acquisti | Acquisti         | Acquisti | Acquisti |
| R.       | Nome             | da       | Modalità |
| -------- | ---------------- | -------- | -------- |
| D        | Francesco Tondo  | Crotone  |          |
| A        | Angelo Fumarola  | Bari     |          |
| A        | Gianluca Triuzzi | Napoli   |          |

| Cessioni | Cessioni | Cessioni | Cessioni |
| R.       | Nome     | a        | Modalità |
| -------- | -------- | -------- | -------- |

## Risultati

### Serie C1

#### Girone di andata
| Arbitro: | Ferlito (Prato) |

|                            |           |  |
| Bugiardini 27’ D'Amble 47’ | Marcatori |  |

| Arbitro: | Papini (Perugia) |

|                        |           |  |
| Califano 45’ Monza 80’ | Marcatori |  |

| Arbitro: | Ardito (Bari) |

|                                      |           |              |
| Bugiardini 13’ (rig.) Puccinelli 42’ | Marcatori | 54’ Pierotti |

| Arbitro: | Papini (Perugia) |

|                 |           |                                       |
| Menolascina 18’ | Marcatori | 28’ Puccinelli 89’ (rig.) Incrivaglia |

| Arbitro: | Lion (Padova) |

|                        |           |              |
| Incrivaglia 79’ (rig.) | Marcatori | 25’ Iaquinta |

| Arbitro: | Griselli (Livorno) |

|  |           |                                       |
|  | Marcatori | 13’ Vicari 63’ Puccinelli 78’ Adelfio |

| Arbitro: | Zaltron (Bassano del Grappa) |

|                |           |  |
| Antonaccio 33’ | Marcatori |  |

| Ascoli Piceno 25 ottobre 1998, ore 14:30 8ª giornata | Ascoli                | 0 – 0 referto | Palermo | Stadio Cino e Lillo Del Duca\| Arbitro: \| Linfatici (Viareggio) \| |
| Arbitro:                                             | Linfatici (Viareggio) |               |         |                                                                     |

| Arbitro: | Ciccoianni (Ascoli Piceno) |

|               |           |                |
| Calvaresi 78’ | Marcatori | 37’ Antonaccio |

| Arbitro: | Borelli (Roma) |

|                       |           |               |
| Sorce 41’ Picconi 80’ | Marcatori | 75’ E. Baggio |

| Arbitro: | Belloli (Bergamo) |

|  |           |             |
|  | Marcatori | 34’ D'Amblé |

| Palermo 29 novembre 1998, ore 14:30 12ª giornata | Palermo            | 0 – 0 referto | Gualdo | Stadio La Favorita\| Arbitro: \| Palmieri (cosenza) \| |
| Arbitro:                                         | Palmieri (cosenza) |               |        |                                                        |

| Acireale 6 dicembre 1998, ore 14:30 13ª giornata | Acireale        | 1 – 1 referto | Palermo | Stadio Tupparello\| Arbitro: \| Cecotti (Udine) \| |
| Arbitro:                                         | Cecotti (Udine) |               |         |                                                    |

| Arbitro: | Lambertini (Bologna) |

|                            |           |                                    |
| D'Amblè 5’ Incrivaglia 51’ | Marcatori | 34’ Cardascio 40’ Gennari 59’ Toni |

| Arbitro: | Soffritti (Ferrara) |

|                 |           |  |
| Zirafa 11’, 88’ | Marcatori |  |

| Arbitro: | N. Ayroldi (Molfetta) |

|             |           |  |
| D'Amblé 54’ | Marcatori |  |

| Arbitro: | Cuttica (Alessandria) |

|             |           |            |
| Ambrosi 28’ | Marcatori | 34’ Vicari |

#### Girone di ritorno
| Arbitro: | Papini (Perugia) |

|                                       |           |          |
| Battaglia 13’, 39’ (rig.) Landini 80’ | Marcatori | 9’ Sorce |

| Arbitro: | Soffritti (Ferrara) |

|                |           |  |
| Puccinelli 44’ | Marcatori |  |

| Arbitro: | Girardi (San Donà di Piave) |

|  |           |            |
|  | Marcatori | 51’ Erbini |

| Palermo 1º febbraio 1999, ore 14:30 21ª giornata | Palermo               | 0 – 0 referto | Juve Stabia | Stadio La Favorita\| Arbitro: \| S. Ayroldi (Molfetta) \| |
| Arbitro:                                         | S. Ayroldi (Molfetta) |               |             |                                                           |

| Arbitro: | Gabriele (Frosinone) |

|                                   |           |                                  |
| Baglieri 58’ (rig.) A. Pagano 81’ | Marcatori | 20’ Triuzzi 73’ Erbini 85’ Tondo |

| Arbitro: | Carlucci (Molfetta) |

|  |           |              |
|  | Marcatori | 61’ Deflorio |

| Arbitro: | Urbano (Carbonia) |

|  |           |            |
|  | Marcatori | 15’ Erbini |

| Arbitro: | Cavallaro (Legnago) |

|                |           |  |
| Puccinelli 10’ | Marcatori |  |

| Arbitro: | Mazzoleni (Bergamo) |

|               |           |               |
| Finetti 90+4’ | Marcatori | 31’ Calvaresi |

| Arbitro: | Pieri (Genova) |

|              |           |  |
| Balducci 22’ | Marcatori |  |

| Arbitro: | Ciampi (Pisa) |

|                            |           |                  |
| Antonaccio 40’ Finetti 48’ | Marcatori | 36’, 46’ Perrone |

| Arbitro: | Zenere (Schio) |

|                                   |           |  |
| Costantino 19’ (rig.), 88’ (rig.) | Marcatori |  |

| Palermo 18 aprile 1999, ore 16:00 30ª giornata | Palermo           | 0 – 0 referto | Acireale | Stadio La Favorita\| Arbitro: \| Cruciani (Pesaro) \| |
| Arbitro:                                       | Cruciani (Pesaro) |               |          |                                                       |

| Arbitro: | Cavallaro (Legnago) |

|  |           |                       |
|  | Marcatori | 73’ (rig.) Bugiardini |

| Palermo 2 maggio 1999, ore 16:00 32ª giornata | Palermo           | 0 – 0 referto | Avellino | Stadio La Favorita\| Arbitro: \| Cruciani (Pesaro) \| |
| Arbitro:                                      | Cruciani (Pesaro) |               |          |                                                       |

| Arbitro: | N. Ayroldi (Molfetta) |

|                                          |           |                             |
| Delle Vedove 8’ Calcagno 73’ (rig.), 88’ | Marcatori | 20’ Antonaccio 90+5’ Algeri |

| Arbitro: | Gabriele (Frosinone) |

|                        |           |             |
| D'Amblé 21’ Erbini 71’ | Marcatori | 88’ Ambrosi |

#### Play-off
| Arbitro: | Dondarini (Finale Emilia) |

|                     |           |  |
| Califano 60’ (rig.) | Marcatori |  |

| Arbitro: | Soffritti (Ferrara) |

|  |           |             |
|  | Marcatori | 56’ Masitto |

### Coppa Italia Serie C

#### Girone R
| Marsala 23 agosto 1998, ore 20:30 1ª giornata | Marsala             | 0 – 0 referto | Palermo | Stadio Municipale (5.000 spett.)\| Arbitro: \| Battaglia (Messina) \| |
| Arbitro:                                      | Battaglia (Messina) |               |         |                                                                       |

| Arbitro: | Angrisani (Salerno) |

|                                  |           |  |
| D'Amblè 22’, 47’, 52’ Vicari 90’ | Marcatori |  |

| Arbitro: | Palmieri (Cosenza) |

|                           |           |  |
| Lugnan 63’ Passiatore 65’ | Marcatori |  |

| Arbitro: | Bernabini (Roma) |

|            |           |            |
| Gioeli 59’ | Marcatori | 85’ Rufini |

| 23 settembre 5ª giornata |  | – Turno di riposo Palermo |  |  |

## Statistiche

### Statistiche di squadra
| Competizione         | Punti | In casa | In casa | In casa | In casa | In casa | In casa | In trasferta | In trasferta | In trasferta | In trasferta | In trasferta | In trasferta | Totale | Totale | Totale | Totale | Totale | Totale | DR |
| Competizione         | Punti | G       | V       | N       | P       | Gf      | Gs      | G            | V            | N            | P            | Gf           | Gs           | G      | V      | N      | P      | Gf     | Gs     | DR |
| -------------------- | ----- | ------- | ------- | ------- | ------- | ------- | ------- | ------------ | ------------ | ------------ | ------------ | ------------ | ------------ | ------ | ------ | ------ | ------ | ------ | ------ | -- |
| Serie C1             | 56    | 17      | 8       | 7       | 2       | 18      | 11      | 17           | 7            | 4            | 6            | 18           | 19           | 34     | 15     | 11     | 8      | 36     | 30     | +6 |
| Play-off             |       | 1       | 0       | 0       | 1       | 0       | 1       | 1            | 0            | 0            | 1            | 0            | 1            | 2      | 0      | 0      | 2      | 0      | 2      | -2 |
| Coppa Italia Serie C |       | 2       | 1       | 1       | 0       | 5       | 1       | 2            | 0            | 1            | 1            | 0            | 2            | 4      | 1      | 2      | 1      | 5      | 3      | +2 |
| Totale               |       | 20      | 9       | 8       | 3       | 23      | 13      | 20           | 7            | 5            | 8            | 18           | 22           | 40     | 16     | 13     | 11     | 41     | 35     | +6 |

### Statistiche dei giocatori
Marcatori in campionato
- D'Amblè 5
- Puccinelli 5
- Incrivaglia 4
- Erbini 4
- Antonaccio 4
- Bugiardini 2
- Vicari 2
- Sorce 2
- Algeri 1
- Finetti 2
- Adelfio 1
- Picconi 1
- Biffi 1
- Triuzzi 1
- Tondo 1